# Phlox peckii
Phlox peckii är en blågullsväxtart som beskrevs av Edgar Theodore Wherry. Phlox peckii ingår i släktet floxar, och familjen blågullsväxter. Inga underarter finns listade i Catalogue of Life.